# Kurt Hovelynck
Kurt Hovelijnck, nacido el 2 de junio de 1981 en Eeklo, es un ciclista belga.

## Biografía
Séptimo de la Nokere Koerse en 2004, Hovelijnck se convirtió en profesional en el equipo  Chocolade Jacques en 2005. Con este equipo, terminó séptimo en el Grand Prix de Villers-Cotterêts en 2005. En 2008, terminó sexto en el Campeonato de Bélgica de Ciclismo en Ruta, y tercero en el Grand Prix Jef Scherens. Entonces es contratado por el equipo Quick Step, con quien terminó séptimo en el Trofeo Cala Millor. El 17 de marzo de 2009, se cae entrenando en Oudenaarde y se le lleva a Cuidados Intensivos del Hospital Universitario de Gante, con un grave traumatismo craneoencefálico. Víctima de una fractura craneal, estuvo tres semanas en coma artificial, y no pudo retornar a la competición hasta el año siguiente en la Challenge Vuelta a Mallorca. A finales de 2010, no renueva con el equipo belga y se une al equipo continental Donckers Koffie-Jelly Belly de cara al 2011.

## Palmarés
Aún no ha conseguido ninguna victoria como profesional.